# Гаврилов, Борис Гаврилович
Борис Гаврилович Гаврилов (1908 — 1990) — горско-еврейский писатель, поэт и драматург, педагог, первый учитель татского (горско-еврейского) языка и создатель школы, составитель первых грамматики, учебников и словаря татского языка.

## Биография
Родился в семье наёмного рабочего. С 1915 г. учился в ешиве у раввина Шоулу. Выросший среди русских, хорошо владел русским языком; после 1917 г. учился в русской школе.
С 1930 г. был также корреспондентом первой татской газеты «Захметкеш».
С первых дней Великой Отечественной войны ушёл добровольцем на фронт; демобилизовался в конце 1946 года, вернулся в Дербент.

### Семья
Отец — Гавриил Ермияев, родом из Кубы (Азербайджан).
Сын — Михаил, педагог, журналист, главный редактор газеты «Ватан» и «Кавказской газеты», поэт. Его сын:
- Семён, поэт

## Творчество
Первые стихи опубликовал в газете «Захметкеш» («Труженик») в конце 1920-х годов; печатал в ней стихи и небольшие рассказы в 1930-е годы.
С 1938 году в связи с переводом письменности народностей Дагестана на русский алфавит на основе кириллицы подготовил и издал «Азбуку», «Грамматику татского языка» и «Орфографический словарь татского языка».

### Избранные сочинения
- Пери-Ханум (драма, 1932) — поставлена в татском государственном театре (Дербент) в 1938 г.[7], в репертуаре до 1990 года.